# ステファン・ウェルチ
ステファン・ロバート・ウェルチ（Stefan Robert Welch, 1988年8月12日 - ）は、オーストラリア連邦ノーザンテリトリー準州アリススプリングス出身のプロ野球選手。

## 経歴

### プロ入りとメッツ傘下時代
2005年1月15日に、当時16歳でニューヨーク・メッツと契約を結んだ。
2009年開幕前の3月に開催された第2回WBCのオーストラリア代表に選出された。また9月には、第38回IBAFワールドカップにも選出された。
2011年11月2日にFAとなった。

### パイレーツ傘下時代
2011年11月22日にピッツバーグ・パイレーツとマイナー契約を結んだ。
2012年11月7日に再契約した。
2013年開幕前の3月に開催された第3回WBCのオーストラリア代表に選出された。

### レッドソックス傘下時代
2013年6月6日にトレードでボストン・レッドソックスへ移籍。

### レッドソックス退団後
2016年1月28日に第4回WBC予選のオーストラリア代表に選出された。同大会でオーストラリアは本戦出場を決めている。
2017年2月9日に第4回WBC本戦のオーストラリア代表に選出された。

## 詳細情報

### 代表歴
- 2009 ワールド・ベースボール・クラシック・オーストラリア代表
- 2013 ワールド・ベースボール・クラシック・オーストラリア代表
- 2017 ワールド・ベースボール・クラシック・オーストラリア代表